# Jamestown (New York)
Jamestown ist eine Stadt im Chautauqua County im Südwesten des US-Bundesstaates New York, mit 28.712 Einwohnern (Stand: 2020). Das Stadtgebiet hat eine Größe von 23,5 km². Die Stadt liegt an der Südostspitze des Chautauqua Lake.

## Geschichte
Die bereits seit etwa 1810 bestehende Siedlung an der Stelle des heutigen Jamestown wurde 1827 zum Village erklärt und am 19. April 1886 zur eigenständigen City erhoben. Bis zur Abschaffung der Sklaverei in den Vereinigten Staaten war Jamestown eine wichtige Station der Underground Railroad, viele geflüchtete Sklaven wurden von der örtlichen Gemeinde der African Methodist Episcopal Zion Church erfolgreich über den Eriesee nach Kanada in Sicherheit gebracht.

## Söhne und Töchter der Stadt
- Davis Hanson Waite (1825–1901), Politiker
- Gilbert Dennison Harris (1864–1952), Paläontologe
- Willis R. Whitney (1868–1958), Chemiker
- Brenda Fowler (1883–1942), Schauspielerin
- Roger Tory Peterson (1908–1996), Ornithologe, Naturforscher und Illustrator
- Everett B. Cole (1910–2001), Science-Fiction-Autor
- Lucille Ball (1911–1989), Schauspielerin und Produzentin
- Ray Triscari (1923–1996), Studio- und Jazzmusiker
- Charles Goodell (1926–1987), Politiker (Republikaner)
- Ralph E. Erickson (* 1928), Jurist
- John D. Anderson (* 1930), Kernphysiker
- Suzan Ball (1934–1955), Schauspielerin
- Stan Lundine (* 1939), Politiker
- Theodore Albrecht (* 1945), Musikwissenschaftler
- Julie Anne Peters (1952–2023), Jugendbuchautorin
- Roger Goodell (* 1959), Footballfunktionär
- Natalie Merchant (* 1963), Sängerin und Songschreiberin
- Nick Carter (* 1980), Sänger, Mitglied der Boygroup Backstreet Boys
- Nick Langworthy (* 1981), Politiker (Republikaner)
- Nick Sirianni (* 1981), Footballtrainer